# ア・ドラマティック・ターン・オブ・イベンツ
『ア・ドラマティック・ターン・オブ・イベンツ』(A Dramatic Turn Of Events) は、アメリカ合衆国のプログレッシブ・メタル・バンド、ドリーム・シアターが2011年に発表した11作目のスタジオ・アルバム。
ドラムスのマイク・ポートノイが2010年9月に脱退し、オーディションで選ばれたマイク・マンジーニを迎えて制作された。日本ではCDのみの通常盤と、新ドラマーのオーディションの過程を収録したDVD付属盤の二種が発売され、海外では、さらにLP、本編の楽曲のインストゥルメンタルバージョンが収録されたCDがセットになったLimited Edition Boxsetが発売された。

## 収録曲
| #  | タイトル                                                                     | 作詞                   | 作曲                                                   | 時間  |
| -- | ---------------------------------------------------------------------------- | ---------------------- | ------------------------------------------------------ | ----- |
| 1. | 「オン・ザ・バックス・オヴ・エンジェルズ」(On the Backs of Angels)           | ジョン・ペトルーシ     | ペトルーシ、ジョン・マイアング、ジョーダン・ルーデス   | 8:43  |
| 2. | 「ビルド・ミー・アップ、ブレイク・ミー・ダウン」(Build Me Up, Break Me Down) | ペトルーシ             | ペトルーシ、ルーデス、マイアング、ジェイムズ・ラブリエ | 6:59  |
| 3. | 「ロスト・ノット・フォーガットン」(Lost Not Forgotten)                       | ペトルーシ             | ペトルーシ、ルーデス、マイアング、ラブリエ             | 10:12 |
| 4. | 「ディス・イズ・ザ・ライフ」(This is the Life)                               | ペトルーシ             | ペトルーシ、ルーデス                                   | 6:58  |
| 5. | 「ブリッジズ・イン・ザ・スカイ」(Bridges in the Sky)                         | ペトルーシ             | ペトルーシ、ルーデス、マイアング                       | 11:01 |
| 6. | 「アウトクライ」(Outcry)                                                     | ペトルーシ             | ペトルーシ、ルーデス、マイアング                       | 11:24 |
| 7. | 「ファー・フロム・ヘヴン」(Far From Heaven)                                  | ラブリエ               | ペトルーシ、ルーデス、ラブリエ                         | 3:56  |
| 8. | 「ブレイキング・オール・イリュージョンズ」(Breaking All Illusions)           | マイアング、ペトルーシ | ペトルーシ、ルーデス、マイアング                       | 12:26 |
| 9. | 「ビニース・ザ・サーフィス」(Beneath the Surface)                            | ペトルーシ             | ペトルーシ                                             | 5:27  |

## 参加ミュージシャン
- ジェイムズ・ラブリエ：ボーカル
- ジョン・ペトルーシ：7弦ギター、エレクトリック・ギター、バッキングボーカル
- ジョン・マイアング：6弦ベース（エレクトリックベース）
- ジョーダン・ルーデス：キーボード
- マイク・マンジーニ：ドラムス、パーカッション